# Boiga kraepelini
Boiga kraepelini este o specie de șerpi din genul Boiga, familia Colubridae, descrisă de Leonhard Hess Stejneger în anul 1902. A fost clasificată de IUCN ca specie cu risc scăzut. Conform Catalogue of Life specia Boiga kraepelini nu are subspecii cunoscute.